# Тестера (језеро)
Тестера је језеро смештено на око 6 километара од Беочина, општина Беочин. Од центра општине је удаљено 6 километара, од Београда око 75, а од Новог Сада око 20 километара. Језеро је окружено националним парком Фрушка гора и налази се у зони другог степена заштите. Тестера је мале површине, свега 50 ари, а изграђено је у 19. веку од стране аустријског грофа Одескалија преграђивањем долине потока Поторањ. Око језера се налази дечје одмаралиште, излетничке површине, капела Светог Јевстатија (подигнута 1998. године) и капела Свете Калуђерице.